# Eugenia Tadolini
Eugenia Tadolini (Forlì, 18 luglio 1808 – 11 luglio 1872) è stata un soprano italiano.
Eugenia Tadolini (nata Savorani), ammirata per la bellezza della voce e la presenza scenica, fu una delle cantanti preferite di Donizetti. Fu la creatrice di oltre venti ruoli, tra cui quelli delle protagoniste di Linda di Chamounix e Maria di Rohan e di Alzira di Verdi. Studiò musica nella città natale e a Bologna prima del debutto a Firenze nel 1828. Cantò in tutti i più importanti teatri d'opera italiani, nonché a Parigi, Vienna e Londra prima di ritirarsi dalle scene nel 1852. Trascorse il resto della vita prima a Napoli, dove al Teatro San Carlo era stata per molti anni la prima donna dominante, quindi a Parigi, dove morì di febbre tifoide all'età di sessantatré anni. Dal 1827 al 1834 fu la moglie del compositore e insegnante di musica italiano Giovanni Tadolini.

## Biografia

### Primi anni e primi successi
Eugenia Tadolini nacque a Forlì in un'agiata famiglia borghese. Suo padre, Filippo Savorani, fece in modo che ricevesse un'educazione molto buona per l'epoca, che comprese lezioni di musica con Luigi Favi e Giovanni Grilli al conservatorio di Forlì. Quando cominciò a sviluppare una voce da soprano, descritta da un biografo contemporaneo come "soave, robusta, simpatica e perfettamente intonata" fu mandata a Bologna a studiare con Giovanni Tadolini (1785–1872), un noto compositore, direttore e insegnante di canto. 
I due si unirono in matrimonio il 13 aprile 1827. Lei aveva diciotto anni e lui quarantadue. L'anno seguente la Tadolini debuttò sulle scene a Firenze. Il brillante debutto casalingo avvenne al Teatro Regio di Parma il 29 dicembre 1829 quando interpretò Giulietta nella prima rappresentazione in quel teatro di Giulietta e Romeo di Nicola Vaccai. L'anno successivo cantò nelle prime rappresentazioni nello stesso teatro di due opere di Rossini – come Amenaide in Tancredi e come Bianca in Bianca e Falliero. Il marito della Tadolini era intimo amico ed ammiratore del compositore, che in quel periodo viveva a Bologna. Nel 1830, la Tadolini cantò in una soirée in casa di Rossini,  durante la quale la maggiore attrazione fu il compositore stesso che cantò un'aria dal Barbiere di Siviglia. La Tadolini cantò anche come Zoraide nella prima rappresentazione al Théâtre-Italien di Ricciardo e Zoraide di Rossini (23 ottobre 1830). Il repertorio rossiniano (incluso Rosina nel Barbiere) fu presente soprattutto nei primi anni di carriera, ma nel 1836 avrebbe cantato nel ruolo della protagonista in Armida per un'importante ripresa alla Scala.
Prima dell'estate del 1830, Eugenia e Giovanni Tadolini si erano stabiliti a Parigi, dove entrambi erano impegnati al Théâtre-Italien, lei come cantante in una compagnia che comprendeva Maria Malibran e Giuditta Pasta e lui come maestro concertatore. Il loro matrimonio, comunque, fu sfortunato. La coppia si separò nel 1833 e divorziò nel 1834. In seguito alla separazione, la Tadolini tornò in Italia, dove presto fu richiestissima dai più importanti teatri d'opera, cantando in ruoli di primo piano, tra l'altro, alla Scala, alla Fenice, al Teatro Regio di Torino, e al Teatro San Carlo.

### Le eroine di Donizetti, Verdi, Bellini, e Mercadante

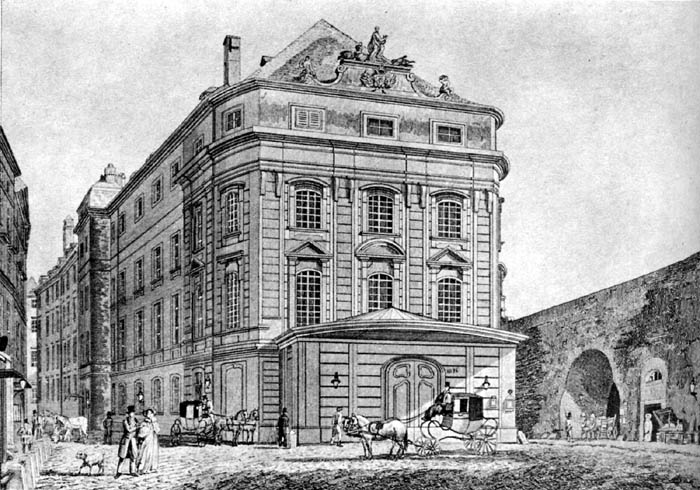
Theater am Kärntnertor (1830 circa)

Gaetano Donizetti disse della Tadolini: "è una cantante, è un'attrice, è tutto". Il sodalizio tra Donizetti e la Tadolini cominciò nel 1831 quando la cantante interpretò il ruolo di Giovanna Seymour nella première della seconda versione di Anna Bolena al King's Theatre di Londra. Più tardi, lo stesso anno, la Tadolini interpretò lo stesso ruolo nella prima rappresentazione parigina al Théâtre-Italien. Nel 1842 fu la protagonista di Anna Bolena al Theater am Kärntnertor di Vienna. Lo stesso anno cantò nel ruolo del titolo nella première di Linda di Chamounix, che fu scritto espressamente per lei. Nel 1843, creò il ruolo della protagonista in Maria di Rohan, anche questo scritto per lei. In seguito cantò nelle prime rappresentazioni italiane di Poliuto (come Paolina) e La favorita (come Leonora). Altri notevoli ruoli donizettiani nei quali cantò in alcune delle prime rappresentazioni includono Eleonora in Il furioso all'isola di San Domingo (nella prima rappresentazione alla Scala), la protagonista di Fausta, Pia in Pia de' Tolomei, Eleonora in L'esule di Roma, Antonina in Belisario, Elena in Marin Faliero, la protagonista in Maria Padilla, Gemma in Gemma di Vergy, Norina in Don Pasquale e Adina in L'elisir d'amore. Una delle prime interpretazioni di Adina fu a Vienna nel 1835. Quando cantò questo ruolo per la ripresa del 1842 dell'Elisir d'amore a Napoli, Donizetti compose per lei una cabaletta finale completamente nuova, Obblia le tue pene.
La Tadolini fu una dei primi ammiratori di Verdi,, creò il ruolo della protagonista di Alzira nel 1845 e cantò in alcune delle prime rappresentazioni di quattro opere di questo compositore: Giselda in I Lombardi alla prima crociata, Elvira in Ernani, Odabella in Attila e Lady Macbeth in Macbeth. A sua volta fu ammirata dalla moglie di Verdi, Giuseppina Strepponi, che la descrisse come "uno dei nostri grandi talenti". Nel 1844 cantò nella prima rappresentazione viennese di Ernani dopo la quale il compositore seppe (con suo grande disappunto) che ella aveva sostituito la cavatina dell'atto I Ernani! Ernani, involami con la cavatina di Giselda Non fu sogno da I Lombardi alla prima crociata. Ciononostante, la première di Vienna fu un successo di grande risonanza, anche senza la cavatina originale, e Verdi decise che sarebbe assolutamente stata la prima Alzira, e giunse a ritardare le prove in attesa che la cantante si riprendesse dalla nascita del figlio. Nel 1848, però, Verdi avrebbe voluto che fosse sostituita nel ruolo di Lady Macbeth per la prima rappresentazione napoletana di Macbeth, motivando la scelta col fatto che la sua voce e il suo aspetto erano troppo belli. In una lettera a Salvatore Cammarano Verdi spiegò che aveva grande stima per la Tadolini, ma che non la trovava adatta per il ruolo, perché Lady Macbeth doveva essere brutta e cattiva, con voce diabolica. Nonostante le insistenze di Verdi, il teatro rifiutò di sostituirla, perché era una delle stelle del tempo. 
L'opinione di Verdi a proposito della sua inadeguatezza al ruolo di Lady Macbeth è simile a quella che espresse dieci anni più tardi Felice Romani, che l'ascoltò nella La straniera di Bellini. Pur elogiandone le qualità canore, e pur essendone ammiratore da lungo tempo, Romani trovò la voce e l'aspetto della Tadolini niente affatto adatti al ruolo di Alaide: 
"Ella ha troppe grazie per Alaide, troppa luce ne' suoi begli occhi, troppi vezzi nel suo sorriso per la misteriosa Straniera. La sua voce volubile, soave, fiorita, è fatta per la gioia, per l'amore che si può consolare, per afflizioni rasserenate dalla speranza, non per gli strazii e un cuore in tempesta, non pei delirii di un'anima angosciata, non per le grida della disperazione. [...] Se a coronar la Straniera bastasse il merito del solo canto, la Tadolini sarebbe coronata."
Oltre ad Alaide, la Tadolini interpretò altre eroine belliniane, e in particolare fu Elvira ne I puritani, Imogene nel Pirata, la protagonista di Norma e Amina in La sonnambula. Come Amina cantò a Vienna, Parigi e in diversi teatri italiani, e fu particolarmente ammirata.
La Tadolini fu anche particolarmente associata alle opere di Saverio Mercadante. Cantò nelle première di Emma d'Antiochia, Le due illustri rivali e Il bravo e nella première della versione riveduta di Francesca Donato, e in alcune delle prime rappresentazioni di Il giuramento e Orazi e Curiazi. Mercadante aveva anche scritto espressamente per lei il ruolo di Lea in La schiava saracena. Lo scoppio della rivoluzione del 1848 a Milano, però, fece cancellare la première e causò la chiusura temporanea della Scala. Un altro soprano, Carlotta Gruitz, cantò in questo ruolo nella première che si tenne l'anno seguente. La Tadolini comunque cantò come Lea nel 1850, per la première della versione rivista dell'opera al Teatro San Carlo.

### Napoli e Londra

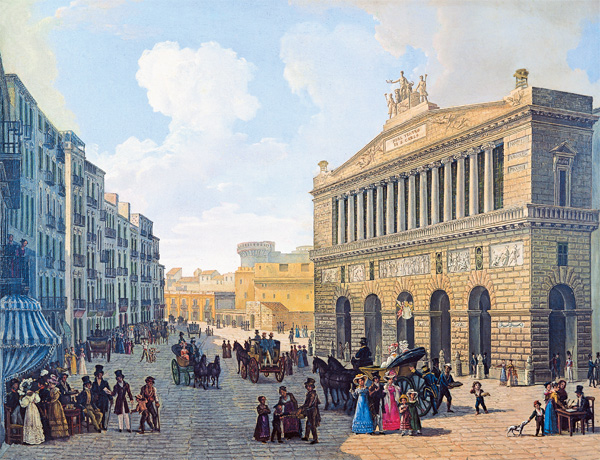
Il Teatro San Carlo (1830 circa)

Dal 1842, Eugenia Tadolini si esibì soprattutto al Teatro San Carlo di Napoli, anche se continuò ad apparire in altri teatri italiani e all'estero. Cantò al Teatro San Carlo nelle première di almeno dodici opere, quasi tutte ormai dimenticate ad eccezione di Alzira di Verdi e di Poliuto di Donizetti. In quel periodo ebbe anche una relazione con un nobile napoletano, dal quale ebbe due figli, entrambi scomparsi in tenera età.
Nella primavera del 1848, si recò a Londra per quello che la stampa contemporanea spesso chiamò "debutto", nonostante che avesse già cantato in quella città nel 1831 nel ruolo secondario di Giovanna Seymour per la prima rappresentazione londinese di Anna Bolena di Donizetti. Questa volta però tornava come star acclamata e avrebbe cantato come protagonista in Linda di Chamounix con Sims Reeves all'His Majesty's Theatre. Nella settimana che precedette la Linda di Chamounix, The Musical World pubblicò un estratto di una lettera (datata 26 marzo 1848) del corrispondente politico dall'Italia del Times, che decantava le virtù della Tadolini:
 Sono sicuro che la signora Tadolini, che canterà per la prima volta a Londra, diventerà una beniamina del pubblico, poiché possiede tutte le qualità necessarie per catturare gli ascoltatori locali. È un po' grassoccia, ma è molto graziosa sulla scena, con occhi pericolosi, la spalla più bianca al mondo e una sensazione di piacere nella sua recitazione che i vostri ascoltatori non sapranno resistere. La voce della Tadolini è quella pura di un soprano-mezzo-soprano dalle più ricche qualità, con intonazione che si avvicina, se necessario, a quella del contralto. È limpida come il suono di una campana, rotonda, piena e sonora, perfettamente flessibile e capace di tutte quelle modulazioni che una grande artista come lei deve esprimere, ma che sono così penose e difficili per voci più sottili e per chi ha tecnica inferiore.
Anche se alla Linda di Chamounix la Tadolini ottenne una calda accoglienza, il successo non fu così eccezionale come previsto dalla stampa. La prestazione di Sims Reeves, invece, fu descritta come "trionfale". La Tadolini aveva quasi quarant'anni all'epoca, e la sua voce poteva non essere più quella che aveva nel fiore degli anni. Ashbrook suggerisce che la relativa mancanza di successo presso il pubblico britannico si possa in parte spiegare con l'ossessione che questo aveva in quel periodo per Jenny Lind. A Londra la Tadolini cantò anche come Norina in Don Pasquale (nuovamente accolta con calore ma senza entusiasmo) e partecipò a numerosi concerti prima di rientrare a Napoli. Lo stesso anno cantò nella prima rappresentazione al San Carlo di Napoli di Attila di Verdi e nella première postuma del Poliuto di Donizetti.

### Gli ultimi anni
Tra il 1849 e il 1851, la Tadolini cantò in tre première al Teatro San Carlo – come Elfrida in Elfrida di Salerno di Giuseppe Puzone (1849), come Caterina in Caterina Howard di Giuseppe Lillo (1849) e come Elfrida in Folco d'Arles di Nicola De Giosa (1851). Nello stesso periodo cantò anche nelle prime rappresentazioni per quel teatro di Macbeth di Verdi,  La favorita di Donizetti e La schiava saracena di Mercadante. Si allontanò dalla sua città adottiva nel 1852 per cantare Giselda ne I Lombardi alla prima crociata di Verdi al Teatro Metastasio di Prato. Dopodiché si ritirò dalle scene e si stabilì a Napoli con l'unico figlio che le era rimasto. Anche questo sarebbe morto tre anni più tardi, nell'epidemia di colera che colpì la città tra il 1855 e il 1856. Nel 1860 Garibaldi e le sue truppe invasero la città. Il re Francesco II e la sua corte ripararono a Gaeta. La Tadolini e il suo amante, un giovane principe napoletano, fuggirono a Parigi, dove la cantante trascorse gli ultimi dodici anni della sua vita. Quando si fu stabilita a Parigi, scrisse al fratello:
Viva Garibaldi per avermi condotta qui!... Dopo le mie terribili disgrazie, questa è la prima volta che mi sento viva. Che vita!
Inizialmente si era stabilita in un appartamento sugli Champs-Élysées ma, preoccupata che il denaro potesse non bastarle, più tardi si spostò in un quartiere più economico presso Rue du Faubourg Saint-Honoré. 
Nel luglio 1872 contrasse la febbre tifoide, e inizialmente rifiutò di farsi visitare perché questo le faceva tornare alla mente la morte del proprio figlio. Eugenia Tadolini morì per questa malattia l'11 luglio 1872 all'età di sessantatré anni e fu sepolta nel cimitero di Père-Lachaise.

## Ruoli creati
Eugenia Tadolini cantò nelle seguenti première:

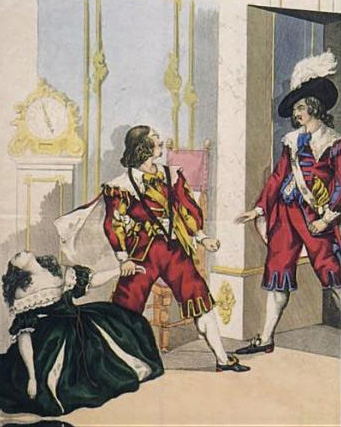
Eugenia Tadolini, Carlo Guasco e Giorgio Ronconi nella scena finale di Maria di Rohan di Donizetti nella première a Vienna

- Adelia, Emma d'Antiochia (Saverio Mercadante). 9 marzo 1834, Teatro La Fenice, Venezia.
- Elvira, Le due illustri rivali (Saverio Mercadante). 10 marzo 1838, La Fenice, Venezia.
- Violetta, Il bravo (Saverio Mercadante). 9 marzo 1839, Teatro alla Scala, Milano.
- Linda, Linda di Chamounix (Gaetano Donizetti). 19 maggio 1842, Kärntnertortheater, Vienna.
- Elodia, Elodia di Herstall, (Alessandro Curmi). 26 settembre 1842, Teatro San Carlo, Napoli.
- Lara, Lara (Giuseppe Lillo), 22 novembre 1842, Teatro San Carlo, Napoli.
- Rosa, La fidanzata corsa (Giovanni Pacini). 10 dicembre 1842, Teatro San Carlo, Napoli.
- Maria, Maria di Rohan (Gaetano Donizetti). 5 giugno 1843, Kärntnertortheater, Vienna.
- Alzira, Alzira (Giuseppe Verdi). 12 agosto 1845, Teatro San Carlo, Napoli.
- Elvira, Mortedo, (Vincenzo Capecelatro). 8 settembre 1845, Teatro San Carlo, Napoli.
- Stella, Stella di Napoli (Giovanni Pacini). 11 dicembre 1845, Teatro San Carlo, Napoli.
- La sirena, La sirena di Normandia (Pietro Torregiani). 18 gennaio 1846, Teatro San Carlo, Napoli.
- Amelia, Emo (Vincenzo Battista), 14 febbraio 1846, Teatro San Carlo, Napoli.
- Bianca, Bianca Contarini (Lauro Rossi). 24 febbraio 1847, La Scala, Milano.
- Velleda,  Velleda (Carlo Boniforti). 19 marzo 1847, La Scala, Milano.
- Irene, Gusmano il Buono ossia L'assedio di Tarifa (Marco Aurelio Marliani). 6 novembre 1847, Teatro Comunale di Bologna, Bologna.
- Giovanna, Giovanna di Fiandra (Carlo Boniforti). 8 febbraio 1848, La Scala, Milano.
- Paolina, Poliuto (Gaetano Donizetti). 30 novembre 1848, Teatro San Carlo, Napoli.
- Elfrida, Elfrida da Salerno (Giuseppe Puzone). 23 giugno 1849, Teatro San Carlo, Napoli.
- Caterina Howard, Caterina Howard (Giuseppe Lillo). 26 settembre 1849, Teatro San Carlo, Napoli.
- Elfrida, Folco d'Arles (Nicola De Giosa). 1851, Teatro San Carlo, Napoli.

## Repertorio (parziale)
| Ruolo                        | Titolo                              | Autore      |
| ---------------------------- | ----------------------------------- | ----------- |
| Amelia                       | Emo                                 | Battista    |
| Imogene                      | Il pirata                           | Bellini     |
| Alaide                       | La straniera                        | Bellini     |
| Amina Lisa                   | La sonnambula                       | Bellini     |
| Norma                        | Norma                               | Bellini     |
| Elvira                       | I puritani                          | Bellini     |
| Velleda                      | Velleda                             | Boniforti   |
| Giovanna                     | Giovanna di Fiandra                 | Boniforti   |
| Elvira                       | Mortedo                             | Capecelatro |
| Elisetta                     | Il matrimonio segreto               | Cimarosa    |
| Elodia                       | Elodia di Herstall                  | Curmi       |
| Elfrida                      | Folco d'Arles                       | De Giosa    |
| Argelia                      | L'esule di Roma                     | Donizetti   |
| Anna Bolena Giovanna Seymour | Anna Bolena                         | Donizetti   |
| Fausta                       | Fausta                              | Donizetti   |
| Eleonora                     | Il furioso all'isola di San Domingo | Donizetti   |
| Adina                        | L'elisir d'amore                    | Donizetti   |
| Gemma                        | Gemma di Vergy                      | Donizetti   |
| Elena                        | Marin Faliero                       | Donizetti   |
| Lucia Ashton                 | Lucia di Lammermoor                 | Donizetti   |
| Antonina                     | Belisario                           | Donizetti   |
| Pia de' Tolomei              | Pia de' Tolomei                     | Donizetti   |
| Paolina                      | Poliuto                             | Donizetti   |
| Leonora                      | La favorita                         | Donizetti   |
| Maria Padilla                | Maria Padilla                       | Donizetti   |
| Linda                        | Linda di Chamounix                  | Donizetti   |
| Norina                       | Don Pasquale                        | Donizetti   |
| Maria                        | Maria di Rohan                      | Donizetti   |
| Lara                         | Lara                                | Lillo       |
| Caterina Howard              | Caterina Howard                     | Lillo       |
| Irene                        | Gusmano il Buono                    | Marliani    |
| Adelia                       | Emma d'Antiochia                    | Mercadante  |
| Francesca Donato             | Francesca Donato                    | Mercadante  |
| Elaisa                       | Il giuramento                       | Mercadante  |
| Elvira                       | Le due illustri rivali              | Mercadante  |
| Violetta                     | Il bravo                            | Mercadante  |
| Camilla                      | Orazi e Curiazi                     | Mercadante  |
| Lea                          | La schiava saracena                 | Mercadante  |
| Donna Anna                   | Don Giovanni                        | Mozart      |
| Rosa                         | La fidanzata corsa                  | Pacini      |
| Stella                       | Stella di Napoli                    | Pacini      |
| Elfrida                      | Elfrida di Salerno                  | Puzone      |
| ?                            | I due sergenti                      | Ricci       |
| Bianca                       | Bianca Contarini                    | Rossi       |
| Amenaide                     | Tancredi                            | Rossini     |
| Rosina                       | Il barbiere di Siviglia             | Rossini     |
| Armida                       | Armida                              | Rossini     |
| Elcia                        | Mosè in Egitto                      | Rossini     |
| Zoraide                      | Ricciardo e Zoraide                 | Rossini     |
| Bianca                       | Bianca e Falliero                   | Rossini     |
| La sirena                    | La sirena di Normandia              | Torregiani  |
| Giulietta Capuleti           | Giulietta e Romeo                   | Vaccaj      |
| Giselda                      | I Lombardi alla prima crociata      | Verdi       |
| Elvira                       | Ernani                              | Verdi       |
| Alzira                       | Alzira                              | Verdi       |
| Odabella                     | Attila                              | Verdi       |
| Lady Macbeth                 | Macbeth                             | Verdi       |